# 浅草東村
浅草東村（あさくさひがしむら）は、かつて岐阜県安八郡にあった村である。
現在の大垣市の一部（浅草など）に該当する。

## 歴史
- 1646年（正保2年） - 釜笛村の新田として、浅草新田が出来る。
- 1701年（元禄14年） - 浅草新田が浅草東村、浅草中村、浅草西村に分立する。
- 1889年（明治22年）7月1日 - 町村制により浅草東村発足。
- 1897年（明治30年）4月1日 - 浅草中村、浅草西村、及び養老郡横曽根村と合併し、浅草村発足。同日浅草東村は廃止。
- 1974年（昭和49年） - 浅草に改称する。

## 教育
- 三餘学校（現・大垣市立江東小学校の前身校のひとつ）